# Maider Tellería Goñi
Maider Tellería Goñi (Sant Sebastià, País Basc.14 de juliol de 1973) és una jugadora d'hoquei sobre herba basca, ja retirada, guanyadora d'una medalla olímpica.
Membre de la secció d'hoquei sobre herba de la Reial Societat, va participar als 19 anys en els Jocs Olímpics d'Estiu de 1992 celebrats a Barcelona (Catalunya), on va aconseguir guanyar la medalla d'or en la competició femenina olímipca, convertint-se en la campionat més jove de l'equip. Posteriorment va aconseguir guanyar sengles diplomes olímpics en els Jocs Olímpics d'Estiu de 1996 d'Atlanta (Estats Units) i en els Jocs Olímpics d'Estiu de 2000 de Sydney (Austràlia), on finalitzà en vuitena i quarta posició respectivament. En els Jocs Olímpics d'Estiu de 2004 d'Atenes, formant equip junt amb les jugadores d'hoquei sobre herba basques Erdoitza Goikoetxea, Rocío Ibarra, Bárbara Malda i Maider Luengo, finalitzà en desena posició.
Al llarg de la seva carrera ha guanyat una medalla de plata en el Campionat del Món d'hoquei sobre herba i una altra en el Campionat d'Europa.